# Jovan Krkobabić
Jovan Krkobabić (en serbe cyrillique : Јован Кркобабић ; né le 27 février 1930 à Koljane et mort le 22 avril 2014 à Belgrade,) est un ancien homme politique serbe, président du Parti des retraités unis de Serbie (PUPS). Le 27 juillet 2012, il est élu vice-président du gouvernement et ministre du Travail, de l'Emploi et de la Politique sociale dans le gouvernement d'Ivica Dačić ; le 2 septembre 2013, il est reconduit dans ses fonctions.

## Biographie
Jovan Krkobabić naît le 27 février 1930 à Koljane, un village situé près de Vrlika, aujourd'hui en Croatie. Il étudie à la faculté de sciences politiques de l'université de Belgrade, dont il sort avec un doctorat. Il commence sa carrière à l'Institut des sciences nucléaires de Vinča, où il reste pendant 18 ans,.
En 1971, il fonde l'Union républicaine de l'assurance retraite et invalité (en serbe : Republička zajednica penzionog i invalidskog osiguranja), dont il devient le directeur ; cette union devient plus tard le Fonds républicain d'assurance retraite et invalité (Fond PIO) de Serbie. En 1985, il fonde l'Union républicaine de l'assurance retraite et invalidité des agriculteurs, intégré au Fond PIO en 1989, et, en 1994, en tant que représentant de l'Union des retraités de Serbie (Savez penzionera Srbije), il devient président du conseil d'administration du Fond PIO ; en 1996, il devient président de l'Union des retraités de Serbie qui compte près de 850 000 membres,.
Sur le plan politique, Jovan Krkobabić est élu député à l'Assemblée nationale de la république de Serbie en 1997, sur la liste du Parti socialiste de Serbie (SPS) de Slobodan Milošević ; la même année, il est également élu à l'Assemblée de la république fédérale de Yougoslavie.
En 2006, il est élu président du Parti des retraités unis de Serbie (PUPS). Pour les élections législatives du 21 janvier 2007, il constitue une liste commune avec le Parti social-démocrate (SDP) de Nebojša Čović ; la liste obtient 125 342 voix, soit 3,11 % des suffrages, score insuffisant pour envoyer un député à l'Assemblée nationale.
Au premier tour de l'élection présidentielle serbe de 2008, Krkobabić apporte son soutien à Milutin Mrkonjić, le candidat du Parti socialiste de Serbie (SPS). Aux élections législatives anticipées de la même année, il figure en 2de position sur la liste emmenée par le SPS, qui obtient 313 896 voix, soit 7,58 % des suffrages, et envoie 20 représentants à l'Assemblée, dont 6 pour le PUPS. À la suite de ces élections, Krkobabić participe à une coalition gouvernementale avec le Parti démocratique (DS) du président Boris Tadić et, du 7 juillet 2008 au 27 juillet 2012, il est vice-président du premier et du second gouvernement de Mirko Cvetković et chargé des affaires sociales,.
Aux élections législatives du 6 mai 2012, il participe encore une fois à la coalition politique conduite par Ivica Dačić, le président du SPS, qui obtient 14,51 % des suffrages et 44 députés ; avec 12 députés, le PUPS forme un groupe parlementaire présidé par le fils de Jovan Krkobabić, Milan. À la suite de ces élections, Ivica Dačić, désormais allié au Parti progressiste serbe (SNS) du nouveau président de la République Tomislav Nikolić, forme le nouveau gouvernement de la Serbie ; Jovan Krkobabić redevient vice-président du gouvernement et est en même temps ministre du Travail, de l'Emploi et de la Politique sociale.
Après la crise gouvernementale de l'été 2013, le 2 septembre 2013, il est reconduit dans ses fonctions.
Lors des élections législatives anticipées du 16 mars 2014, Jovan Krkobabić figure avec le PUPS sur la liste conduite par le premier ministre Ivica Dačić ; il est élu député à l'Assemblée nationale.

## Vie privée
Jovan Krkobabić est marié et père de deux enfants,, dont Milan Krkobabić, le président du groupe parlementaire du Parti des retraités unis de Serbie à l'Assemblée nationale.